# Armenis de França
Els armenis de França (armeni: ֆրանսահայեր fransahayer; francès: Arméniens de France) són ciutadans francesos d'origen armeni. La comunitat armènia francesa és, de lluny, la més gran a la Unió Europea. i la tercera més gran al món.
Tot i que els primers armenis es van assentar a França durant l'edat mitjana, com la major part de la diàspora armènia, la comunitat armènia a França es va establir per supervivents del genocidi armeni de 1915. Altres van arribar durant la segona meitat del segle xx, escapant a la inestabilitat política i econòmica dels països del Pròxim Orient (Turquia, Líban, Síria, Egipte i l'Iran) i més recentment, de la República d'Armènia.

## Història

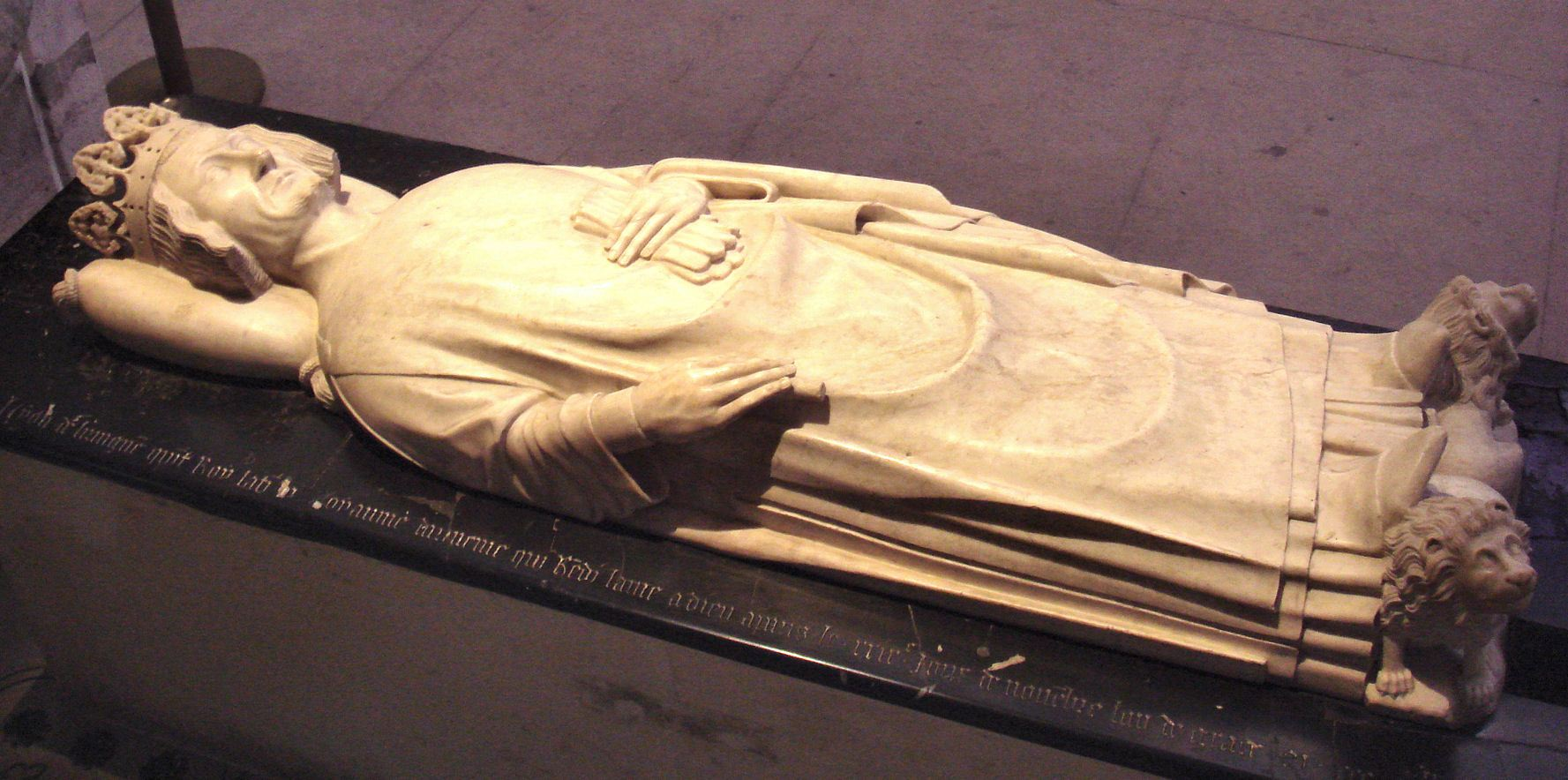
La tomba de Lleó V, l'últim rei armeni, a la Basílica de Saint-Denis.

### Història primerenca
Els armenis tenen una llarga història d'assentament a França. Els primers armenis van aparèixer a França a l'alta edat mitjana. El 591, es registre que un bisbe armeni amb el nom de Simon es troba amb Gregori de Tours a la ciutat de Tours. Entre altres esglésies, l'església del segle ix de Germigny-des-Prés, construïda per Eudes de Metz (possiblement un armeni), té una influència armènia segons alguns historiadors de l'arquitectura. Les 36 lletres de l'alfabet armeni trobades a una inscripció llatina de l'Església de Santa Marta de Tarascó mostra que els armenis van viure a aquest lloc abans del segle xiii, quan es van afegir els últims tres caràcters de l'alfabet armeni.

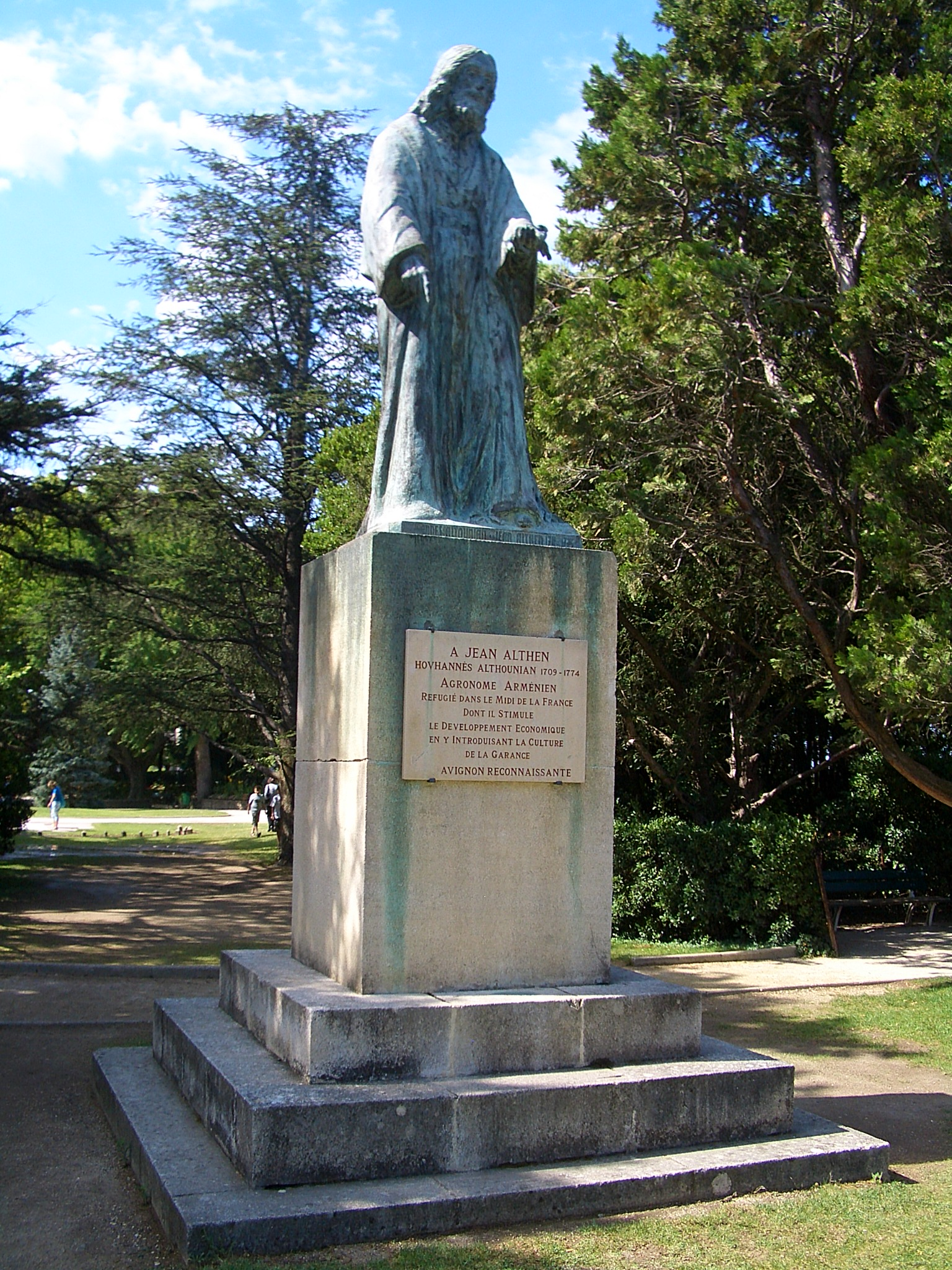
L'estatua de Jean Althen a Avinyó.

Els contactes entre els armenis i els francesos van esdevenir freqüents durant les croades. El Regne d'Armènia Menor, localitzat a la costa nord-est de la mar Mediterrània, va convertir-se en un punt d'importància estratègica per als croats en ruta a Palestina. Els reis armenis Oshin i Lleó V són coneguts per haver donat privilegis especials de comerç als francesos. Al segle xiv, els hethumins no van ser capaços de retenir el poder al Regne d'Armènia Menor i a continuació de l'assassinat de Lleó IV el 1341, el seu cosí de la dinastia lusignana va ser proclamat rei com a Constantí II. Els reis lusignans eren d'origen francès i van governanr el país fins al 1375 quan l'últim rei Lleó V, va ser capturat pels mamelucs i portat a l'Egipte. Posteriorment va ser alliberat i transferit a França on va morir el 1393 i va ser enterrar a la Basílica de Saint-Denis, el lloc d'enterrament dels monarques francesos.
Des del segle xv els armenis van començar a emigrar a França en nombres petits. Una inscripció armènia d'aquest període sobreviu a la catedral de Bourges. El 1672, un armeni amb nom (Harut'iwn) va obrir la primera cafeteria a París. Des de 1672 a 1686, Voskan Yerevantsi va operar una editorial a Marsella. Amb la liberalització de l'economia, el nombre d'armenis a França es va incrementar i va assolir un nombre de 300-400 el 1680. Jean Althen (Hovhannès Althounian), un agrònom armeni persa de Nakhtxivan, es coneix per haver introduït la roja als sur de França durant la dècada 1750. A statue of him was erected in Avignon expressing the city's gratefulness to him. Durant la campanya napoleònica d'Egipte i Síria li van presentar a Napoleó un mameluc armeni amb el nom de Roustam Raza. Es va convertir en el guardaespatlles de Napoleó i va el va servir fins al 1814.

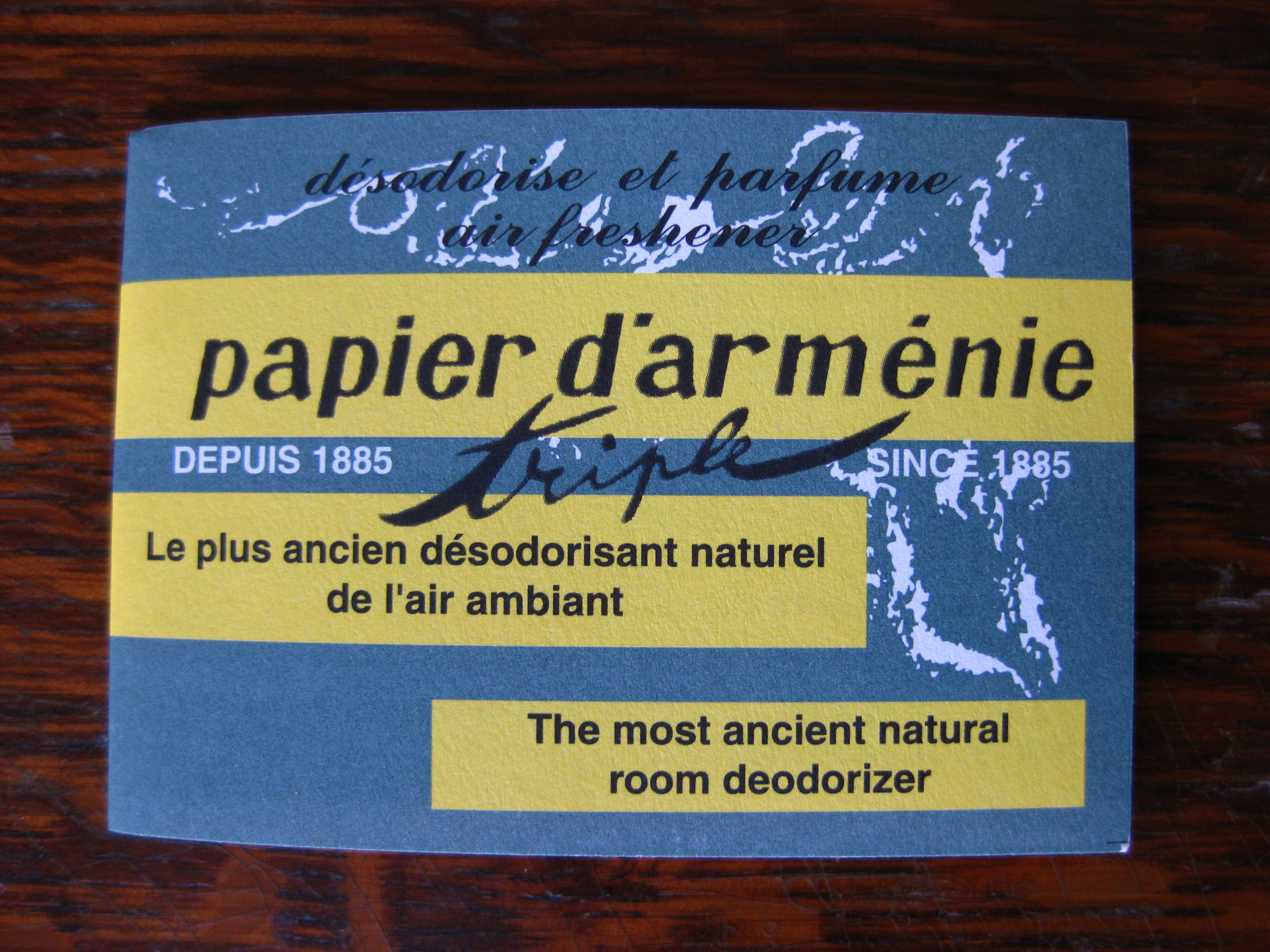
Díptic de Papier d'Armenie

Al segle xix, molts joves armenis (entre ells el poeta i activista polític Nahapet Rusinian i l'arquitecte Nigoğayos Balyan) es va instal·lar a França per a la seva educació Papier d'Arménie («Paper d'Armènia»), un paper desodorant popular, es va crear al final de la dècada de 1880 per part d'Auguste Ponsot. Després de visitar Armènia Occidental va descobrir que molts armenis feien servir resina de benjuí i saba per desinfectar les seves cases i esglésies.
Al final del segle xix i principis del segle xx, milers d'armenis van escapar a la persecució de la seva pàtria ancestral que era part de l'Imperi Otomà en aquell moment. Una sèrie d'esdeveniments com les massacres hamidianes i la massacre d'Adana van provocar un increment en l'emigració d'armenis. Al començament de la Primera Guerra Mundial uns 4.000 armenis vivien a França.

### La Primera Guerra Mundial i el genocidi armeni
D'acord amb l'acord franco-armeni de 1916, es va formar la Legió franco-armènia amb armenis de tot arreu del món, incloent-hi molt armenis francesos, per les negociacions entre Boghos Nubar i autoritats franceses polítiques i militars. La legió va prendre part de la Campanya del Sinaí i Palestina i la Guerra Franco-Turca.
Com a resultat de la victòria dels aliats a la Primera Guerra Mundial, desenes de milers de supervivents del genocidi armeni van acabar vivint a la part de l'Imperi Otomà ocupat pels francesos a la Cilícia, i molt més al Mandat francès de Síria, atès que els Camps de Deir al-Zor estaven a Síria. El 1920 l'exèrcit francès sota el general Henri Gouraud va ordenar a la Legió Franco-armènia a deixar les armes i que els refugiats armenis haurien d'anar-se'n immediatament. Havia format una «política pacífica i reconstructiva» amb el governs dels nacionalistes turcs per treure a les tropes franceses de Cilícia, però tot el que van aconseguir va ser permetre que es reprenguessin els atacs contra els civils armenis. La major part dels armenis de Cilícia van fugir al costat dels francesos i es van assentar als camps de refugiats a Iskenderun, Aleppo, Vall de la Bekaa (per exemple a Anjar i Beirut). Des d'aquí, famílies senceres van aprofitar per fugir a França. L'entrada de supervivents del genocidi armeni va portar desenes de milers d'armenis a França. A començaments de la dècada de 1920, aproximadament entre 50.000 i 60.000 armenis vivien a França. D'acord amb una altra font 90.000 supervivents del genocidi es van assentar a França, la meitat dels quals eren d'àrees rurals.
La major part dels armenis inicialment van arribar a Marsella, i posteriorment es van dispersar al voltant de França i es van instal·lar a les ciutats grans, especialment París i les àrees urbanes al llarg del ferrocarril París-Marsella, en especial Lió. Al període d'entreguerres la major part dels armenis de França eren treballadors no qualificats que principalment treballaven a fàbriques a canvi de salaris baixos. Entre 1922 i 1929 el 80% dels armenis a França eren assalariats. Guanyaven un 10-15% mensy que els francesos.
A aquest període, molts intel·lectuals armenis turcs es van traslladar a França, incloent-hi Arshag Chobanian (1895), Komitas Vardapet (1919, transferit a un hospital a París on va romandre fins a la seva mort), Levon Pashalian (1920), Shahan Shahnour (1923).

### La Segona Guerra Mundial i la Quarta República

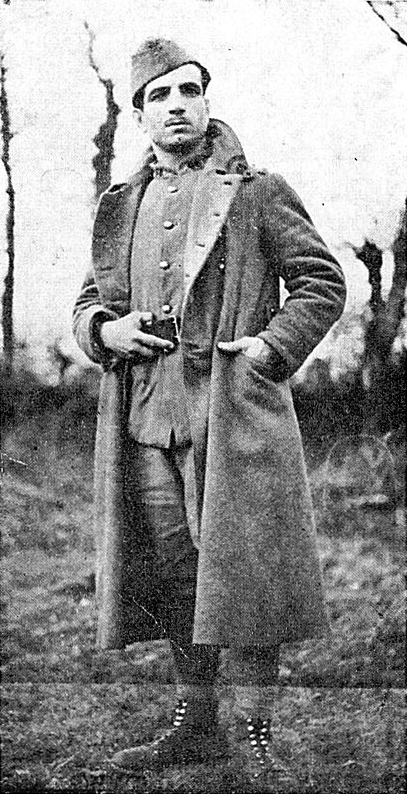
Manouchian durant la Segona Guerra Mundial.

La comunitat armènia de França va jugar un rol actiu a la resistència francesa. El poeta i militant comunista Missak Manouchian, el comandant del grup multiètcnic Group Manuchian, va esdevenir un líder important de la resistència. A part d'Arpen Lavitian, un altre membre armeni que va ser executat, el grup incloïa molts jueus de tot Europa. Els poetes Kégham Atmadjian i Rouben Melik van ser altres participants prominents de la resistència. L'Organització Patriòtica Clandestina Anti-fascista estava comandada per oficials armenis.
Els resistents Alexander Kazarian i Bardukh Petrosian van obtindre els ordes militars més altes de França per part del general Charles de Gaulle. Henri Karayan (1921–2011), un membre del Grup Manouchian, va participar en la distribució il·legalde Humanité a París i va participar de la lluita armada fins a l'alliberament.
El 2012, Arsène Tchakarian amb 95 anys, l'últim sobrevivent de la resistència del Grup Manouchian que va lluitar contra les forces de l'Alemanya nazi durant la Segona Guerra Mundial, va ser condecorat com a oficial de la Legió d'Honor pel president Nicolas Sarkozy.
Immediatament després de la Segona Guerra Mundial, uns 7.000 armenis va retornar a l'Armènia Soviètica.

### Immigració d'armenis des de l'Orient Mitjà
Van arribar milers d'armenis a França des dels països de l'Orient Mitjà com ara Turquia, Líban i l'Iran des de la dècada de 1950. Aquests nous immigrants van mobilitzar la comunitat armènia. A la dècada de 1980 vivien uns 300.000 armenis a França.
El 1983, l'Exèrcit Secret Armeni per a l'Alliberament d'Armènia va fer l'atac a l'aeroport d'Orly com a part de la seva campanya per al reconeixement i les reparacions del Genocidi Armeni. L'explosió va matar vuit persones i va ferir cinquanta-cinc. La campanya per a aprovar una resolució comdemnant el Genocidi Armeni va començar el 19 de juny de 1987 al Consell Europeu amb una manifestació a Estrasburg.

### Període contemporani
El terratrèmol armeni de 1988 del 7 de desembre de 1988 va provocar una gran mobilització de la comunitat armènia francesa. Entre d'altres, Charles Aznavour va establir una fundació de caritat per ajudar a les víctimes del terratrèmil. Com que l'Institut national d'études démographiques, l'agència d'estadística nacional de França, no recol·lecta dades sobre etnicitat, no hi ha informació fiable sobre el nombre de ciutadans francesos d'origen armeni. Diversos experts, mitjans d'informació i organitzacions han estimat que el nombre d'armenis francesos és de 250.000, 300.000, 400.000, 450.000, 500.000, 500.000-700,000, 750.000. El 2005 hi havien 12.355 persones nascudes a Armènia que residien a França.

## Cultura

### Llengua i educació
L'Ethnologue estima que l'armeni és parlat per al voltant de 70.000 persones a França. La major part dels armenis de França parlen l'armeni occidental, mentre que una minoria (immigrants recents d'Armènia i armenis de l'Iran) parlen l'armeni oriental.

### Religió

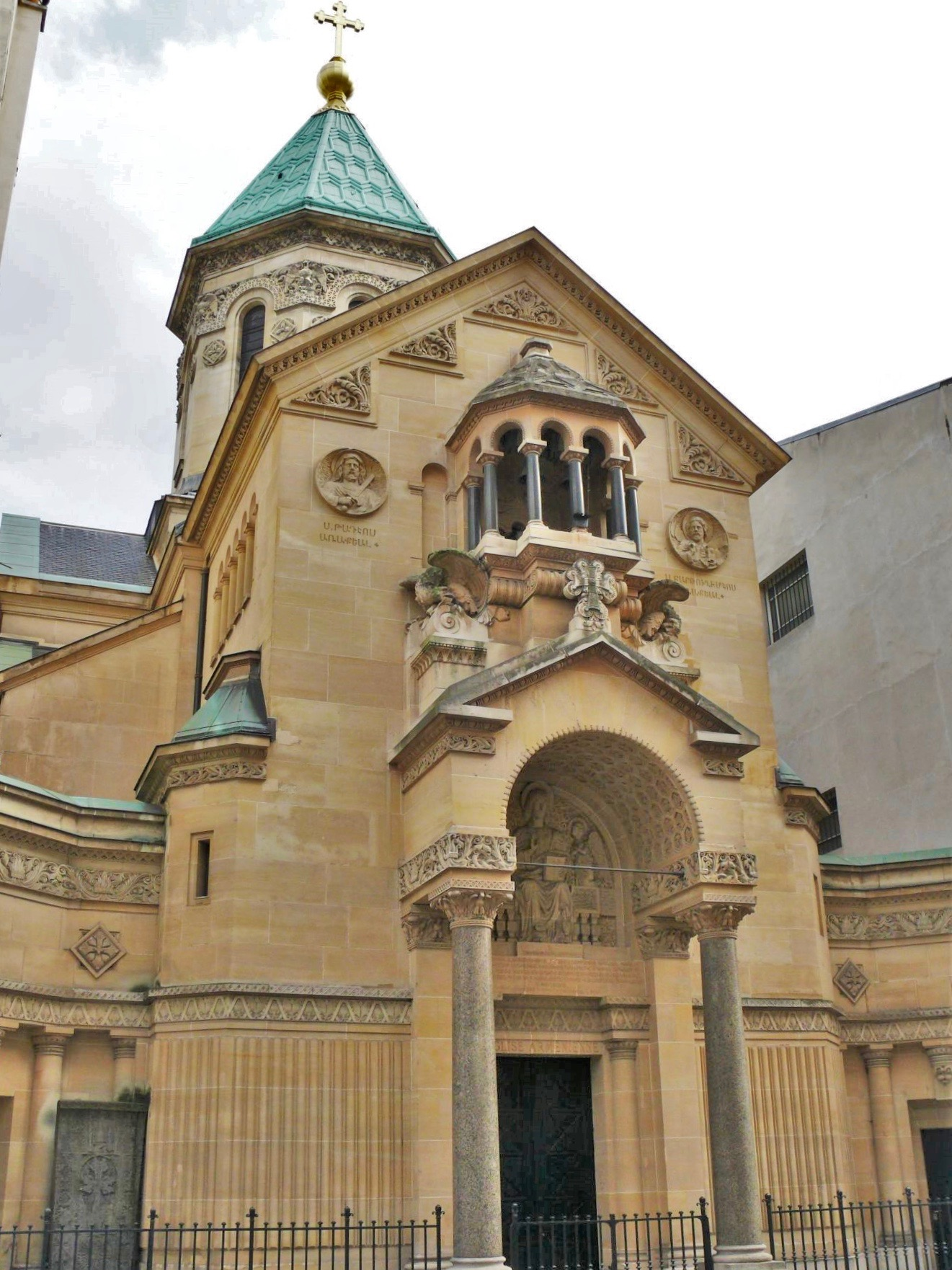
Catedral de Sant Joan Baptista a París.

La major part de la població armènia francesa és de la fe apostòlica armènia (ortodoxa), i pertanyen a la Santa Seu d'Edjmiatsín de l'Església Apostòlica Armènia. Una minoria d'armenis són de fe catòlica i segueixen l'Església Catòlica Armènia. S'estima que 5.000 armenis evangelistes viuen a França.
Cada una de les tres esglésies armènies tenen la seva organització pròpia a França, tres bisbats (Lió, Marsella i París) que depenen del Catolicós de tots els armenis, l'eparquia de Sainte-Croix-de-Paris que depèn de l'Església Catòlica Armènia, i la Unió d'Esglésies Evangelistes Armènies de França, part de l'Església Evangèlica Armènia.

### Institucions
La Unió General Armènia de Beneficència, una de les organitzacions armènies més grans del món, va tenir la seva seu central a París entre el 1922 i el 1941.
A les municipalitats amb una alta concentració d'armenis hi ha moltes associacions en un ampli rang de camps, des de les culturals (per exemple Maison de la culture arménienne de Décines a Décines, a prop de Lió, o Radio AYP FM a París), socials (per exemple Maison des étudiants arméniens a París), esportives (per exemple Union de la jeunesse arménienne d'Alfortville i Union Sportive de la Jeunesse d'Origine Arménienne de Valence), o més específiques com ara Association nationale des anciens combattants et résistants arméniens.
També hi ha associacions paraigües, el Forum des associations arméniennes de France, creat el 1991, i el Conseil de coordination des organisations arméniennes de France, amb nom nou des de 2011 del «Comité du 24 avril».

### Mitjans de comunicació
Premsa
El primer diari armeni a França va començar-se a publicar el 1855. Cap al 1991, a prop de cent diaris i revistes armènies es publicaven a França, més que a qualsevol altre país europeu. Actualment l'únic diari és Nor Haratch, una publicació independent que es va començar a publicar el 27 d'octubre de 2009 amb dos exemplars per setmana. Va reemplaçar Haratch (Յառաջ), un diari fundat el 1925 per Schavarch Missakian i que es va deixar de publicar el maig de 2009.
En línia
- Revista Nouvelles d'Arménie
- Revista France-Arménie'

Rádio
- AYP FM, estació de ràdio que opera a París i Île-de-France
- Radio Arménie, estació de ràdio que opera a Lió i l'àrea del voltant
- Radio Gayané Arxivat 2016-02-14 a Wayback Machine., estació de ràdio

## França i el genocidi armeni
França és un dels països que ha reconegut el genocidi armeni. Hi ha monuments dedicats a les víctimes del genocidi a moltes ciutats franceses, incloent-hi París, Lió i Marsella.
El senat de França va aprovar una llei el 2011 que criminalitza la negació de genocidis reconeguts, i inclou tant a l'Holocaust com el genocidi armeni. La llei va entrar al Parlament el 2012. Tot i així, la llei es va considerar anticonstitucional el 28 de febrer de 2012 pel Consell constitucional francès: «El consell dictamina que per condemnar als que qüestionen l'existència de ... crims que els propis creadors de la llei van reconèixer o qualificat com a tals, fa que els creadors de la llei incorrin en un atac inconstitucional contra la llibertat d'expressió.»
D'acord amb una enquesta de 1996 a França el 69% dels entrevistats coneixen el genocidi armeni, i el 75% dels que ho coneixen estan d'acord que el govern francès l'hauria de reconèixer oficialment.
El 24 d'abril de 1965, 10.000 armenis es van manifestar als Champs-Elysées per commemorar el 50 aniversari del genocidi.

## Armenis francesos notables

### Entreteniment
- Alice Sapritch (1916–1990), Actriu nascuda a Turquia[62]
- Henri Verneuil (1920–2002), Director cinematogràfic nascut a Turquia[63]
- Isabelle Sadoyan (n. 1928), actriu
- Catherine Robbe-Grillet (n. 1930), actriu
- Francis Veber (n. 1937), director (de mare armènia)[64][65]
- François Berléand (n. 1952), actor (de pare armeni)[66][67]
- Alain Berberian (n. 1953), director
- Robert Guédiguian (n. 1953), director cinematogràfic, guionista, productor.
- Serge Avédikian (n. 1955), Actor i director cinematogràfic i teatral nascut a Armènia[68]
- Vardan Petrosyan (n. 1959), Actor nascut a Armènia i ciutadà francès[69]
- Pascal Légitimus (n. 1959), comedian (Armenian mother)[70]
- Simon Abkarian (n. 1962), actor[71]
- Michael Vartan (b. 1968), actor
- Diran Noubar (n. 1975), realitzador cinematògrafic i músic
- Mathieu Madénian (n. 1976), humorista, actor i columnista
- Raffy Shart, director i músic

### Literatura, teatre, periodisme
- Arthur Adamov (1908–1970), escriptor nascut a Rússia[72]
- Henri Troyat (1911–2007), escriptor[73]
- Vahé Katcha (1928–2003), escriptor, guionista, periodista
- Jean-Claude Kebabdjian (n. 1942), editor i periodista, fundador i director del Centre de Recherches sur la Diaspora Arménienne

### Música
- Jacques Hélian (1912–1986), compositor the orchestra «big band» (pare armeni)[74]
- Rosy Armen (n. 1923), cantant
- Charles Aznavour (n. 1924), cantant[75]
- Marc Aryan (1926–1985), cantant, compositor i productor
- Michel Legrand (n. 1932), compositor (mare armènia)[76]
- Georges Garvarentz (1932–1993), compositor[40]
- Lévon Sayan, (n. 1934), empresari, productor i tenor d'òpera
- Danyel Gérard (n. 1939), cantant (pare armeni)[77]
- Sylvie Vartan (n. 1944), cantant (pare armeni)[78]
- François Kevorkian (m. 1954), productor musical
- André Manoukian (n. 1957), autor de cançons, músic[79]
- Nariné Simonian (n. 1965), organista, pianista, director musical i productor d'òperes
- Patrick Fiori (n. 1969), canant (pare armeni)[80]
- Helene Segara (n. 1971), cantant (mare armènia)[81]
- Alain Altinoglu (n. 1975), conductor[82]
- Anna Kassian (n. 1981), cantant d'òpera nascuta a Geòrgia, soprano
- Liz Sarian, cantant

### Pintors
- Edgar Chahine (1874-1947), pintor
- Léon Arthur Tutundjian (1905–1968), pintor
- Jean Carzou (1907–2000), pintor nascut a Síria[83]
- Jean Jansem (1920–2013), pintor
- Melik Ohanian (n. 1969), pintor

### Política
- Missak Manouchian (1906–1944), poeta, militant comunista i heroi de la Resistència francesa durant la Segona Guerra Mundial[84]
- Édouard Balladur (n. 1929), polític, antic Primer Ministre[85][86]
- Patrick Devedjian (n. 1944), polític, batlle d'Antony, ministre de gabinet[61][87]

### Esports
- Alain Prost (n. 1955), pilot de carreres, quatre cops campeó de Fórmula 1 (mare armènia)[88][89]
- Éric Assadourian (n. 1966), futbolista
- Youri Djorkaeff (n. 1968), futbolista (mare armènia)[90][91]
- Alain Boghossian (n. 1970), futbolista (pare armeni)[91]
- Nicolas Minassian (n. 1973), pilot de carreres

### Miscel·lània
Ciència
- Vazken Andréassian (1903–1995), enginyer aeronàutic
- Agop Terzan (n. 1927), astrònom

Empresa
- Serge Tchuruk (n. 1937), CEO antic i president d'Alcatel[92]
- Alain Manoukian (n. 1946), dissenyador de moda
- Alain Mikli (m. 1955), dissenyador
- Michel Mossessian[93] (n. 1959), arquitecte
- Rafi Haladjian (n. 1961), empresari
- Francis Kurkdjian (n. 1969), creador de perfums[94]
- Paul-Louis Arslanian, director del French Air Accidents Bureau

Altres camps
- Anita Conti (1899–1997), exploradora i fotògrafa, primera dona oceanògrafa francesa.